# Očakiv
Očakiv (ukrajinsky Очаків; rusky Очаков, Očakov; krymskou tatarštinou Özü; rumunsky Oceacov) je město v Mykolajivské oblasti na Ukrajině. Leží na pobřeží Černého moře mezi Berezanským limanem a společným limanem řek Dněpr a Jižní Bug. Od Mykolajivu je vzdálen 59 kilometrů na jihozápad a od Oděsy 67 kilometrů na východ. V roce 2013 žilo v Očakivu přes třináct tisíc obyvatel.

## Historie
Území města bylo ve starověku osídleno Thráky a Skyty, součástí řecké kolonie Olbia se stalo od 7. století př. n. l. V 1. století si je podrobili Římané. Obec byla roku 1492 dobyta a vypálena Tatary, které roku 1493 vyhnali kozáci. V 16. století je obsadili osmanští Turci, učinili z něj svůj samostatný sandžak a postavili kamennou mešitu.

### Dobytí Ruskem
Očakiv byl v roce 1737 obsazen a dobyt ruským vojskem v čele s maršálem Burkhardem Christofem von Münnich a  přičleněn k Ruskému impériu, protože byl považován za hrozbu pro ruské državy na černomořském pobřeží. Již následujícího roku byl opuštěn a v roce 1739 navrácen Turkům. Bitva z roku 1737 je satiricky popsána v jednom z vyprávění Barona Prášila.
V rusko–turecké válce byla vybojována další bitva o Očakiv. Začala v roce 1788 a trvala šest měsíců. Pevnost padla v prosinci, kdy teploty klesly na -23 °C a způsobily značné ztráty na životech. Útok je zachycen v proslulé básni Gavrily Děržavina. Námořní bitva o Očakiv proběhla nedaleko města ve stejné době. Smlouvou z Jasů z roku 1792 bylo město Özi předáno Rusku a přejmenováno.

## Současnost
Hospodářství města je založeno na rybolovu, zpracování ryb a na turistickém ruchu, plynoucím z hotelů s plážemi na pobřeží.  

## Památky

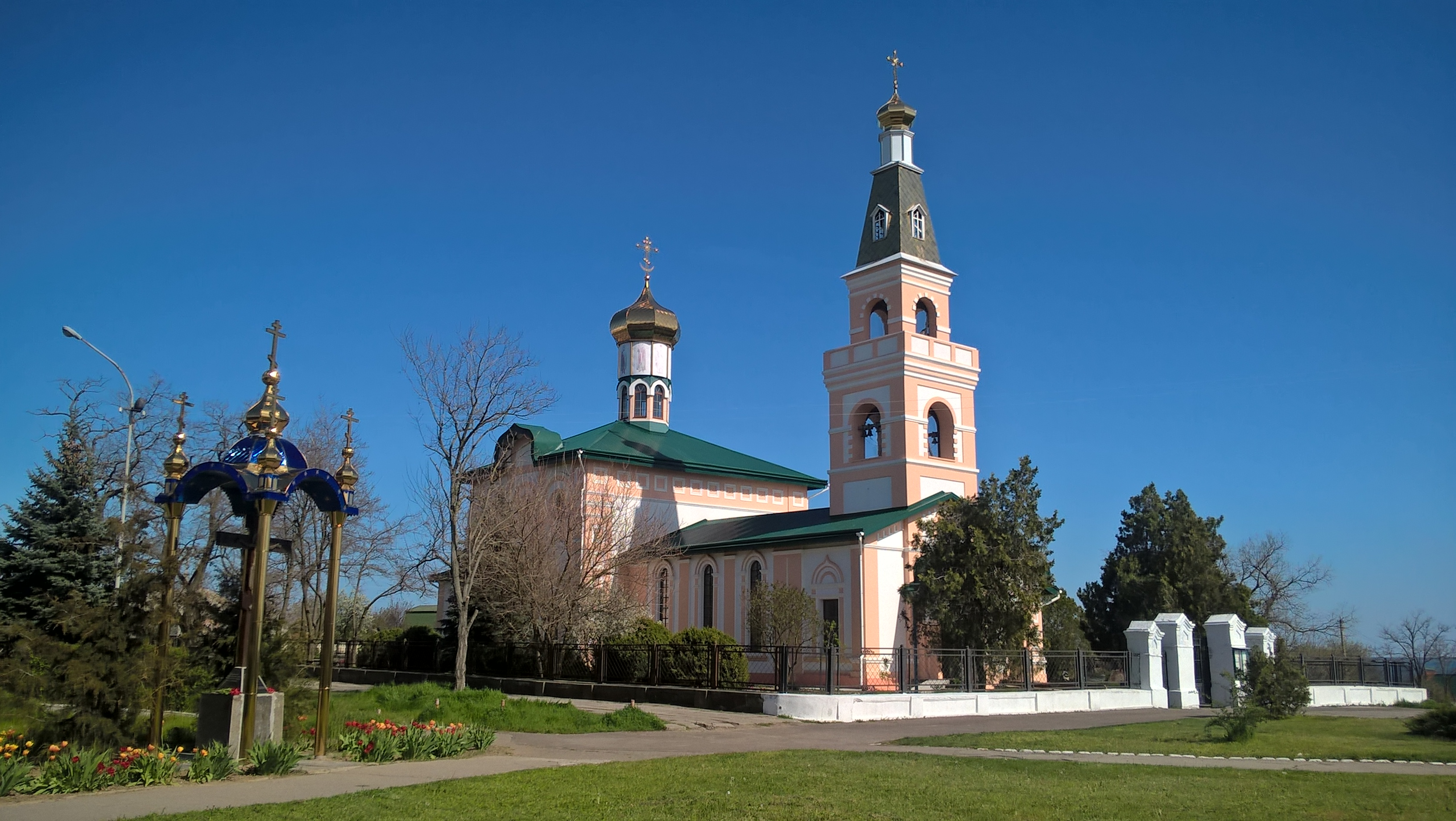
Kostel sv. Mikuláše

- Pravoslavný Kostel sv. Mikuláše Divotvůrce - byl přebudován z původní turecké mešity
- Boží muka před kostelem
- Archeologická lokalita Pontská Olbia
- Námořní vojenské muzeum
- Muzeum námořního malířství Rufina Sudkovského

## Osobnosti
- Rufin Sudkovskyj (1850-1885) - malíř moře